# 1853 год
1853 (ты́сяча восемьсо́т пятьдеся́т тре́тий) год  по григорианскому календарю — невисокосный год, начинающийся в субботу. Это 1853 год нашей эры, 3‑й год 6‑го десятилетия XIX века 2‑го тысячелетия, 4‑й год 1850‑х годов. Он закончился 172 года назад.
| Пн | Вт | Ср | Чт | Пт | Сб | Вс |
|    |    |    |    |    | 1  | 2  |
| 3  | 4  | 5  | 6  | 7  | 8  | 9  |
| 10 | 11 | 12 | 13 | 14 | 15 | 16 |
| 17 | 18 | 19 | 20 | 21 | 22 | 23 |
| 24 | 25 | 26 | 27 | 28 | 29 | 30 |
| 31 |    |    |    |    |    |    |

| Пн | Вт | Ср | Чт | Пт | Сб | Вс |
|    | 1  | 2  | 3  | 4  | 5  | 6  |
| 7  | 8  | 9  | 10 | 11 | 12 | 13 |
| 14 | 15 | 16 | 17 | 18 | 19 | 20 |
| 21 | 22 | 23 | 24 | 25 | 26 | 27 |
| 28 |    |    |    |    |    |    |

| Пн | Вт | Ср | Чт | Пт | Сб | Вс |
|    | 1  | 2  | 3  | 4  | 5  | 6  |
| 7  | 8  | 9  | 10 | 11 | 12 | 13 |
| 14 | 15 | 16 | 17 | 18 | 19 | 20 |
| 21 | 22 | 23 | 24 | 25 | 26 | 27 |
| 28 | 29 | 30 | 31 |    |    |    |

| Пн | Вт | Ср | Чт | Пт | Сб | Вс |
|    |    |    |    | 1  | 2  | 3  |
| 4  | 5  | 6  | 7  | 8  | 9  | 10 |
| 11 | 12 | 13 | 14 | 15 | 16 | 17 |
| 18 | 19 | 20 | 21 | 22 | 23 | 24 |
| 25 | 26 | 27 | 28 | 29 | 30 |    |

| Пн | Вт | Ср | Чт | Пт | Сб | Вс |
|    |    |    |    |    |    | 1  |
| 2  | 3  | 4  | 5  | 6  | 7  | 8  |
| 9  | 10 | 11 | 12 | 13 | 14 | 15 |
| 16 | 17 | 18 | 19 | 20 | 21 | 22 |
| 23 | 24 | 25 | 26 | 27 | 28 | 29 |
| 30 | 31 |    |    |    |    |    |

| Пн | Вт | Ср | Чт | Пт | Сб | Вс |
|    |    | 1  | 2  | 3  | 4  | 5  |
| 6  | 7  | 8  | 9  | 10 | 11 | 12 |
| 13 | 14 | 15 | 16 | 17 | 18 | 19 |
| 20 | 21 | 22 | 23 | 24 | 25 | 26 |
| 27 | 28 | 29 | 30 |    |    |    |

| Пн | Вт | Ср | Чт | Пт | Сб | Вс |
|    |    |    |    | 1  | 2  | 3  |
| 4  | 5  | 6  | 7  | 8  | 9  | 10 |
| 11 | 12 | 13 | 14 | 15 | 16 | 17 |
| 18 | 19 | 20 | 21 | 22 | 23 | 24 |
| 25 | 26 | 27 | 28 | 29 | 30 | 31 |

| Пн | Вт | Ср | Чт | Пт | Сб | Вс |
| 1  | 2  | 3  | 4  | 5  | 6  | 7  |
| 8  | 9  | 10 | 11 | 12 | 13 | 14 |
| 15 | 16 | 17 | 18 | 19 | 20 | 21 |
| 22 | 23 | 24 | 25 | 26 | 27 | 28 |
| 29 | 30 | 31 |    |    |    |    |

| Пн | Вт | Ср | Чт | Пт | Сб | Вс |
|    |    |    | 1  | 2  | 3  | 4  |
| 5  | 6  | 7  | 8  | 9  | 10 | 11 |
| 12 | 13 | 14 | 15 | 16 | 17 | 18 |
| 19 | 20 | 21 | 22 | 23 | 24 | 25 |
| 26 | 27 | 28 | 29 | 30 |    |    |

| Пн | Вт | Ср | Чт | Пт | Сб | Вс |
|    |    |    |    |    | 1  | 2  |
| 3  | 4  | 5  | 6  | 7  | 8  | 9  |
| 10 | 11 | 12 | 13 | 14 | 15 | 16 |
| 17 | 18 | 19 | 20 | 21 | 22 | 23 |
| 24 | 25 | 26 | 27 | 28 | 29 | 30 |
| 31 |    |    |    |    |    |    |

| Пн | Вт | Ср | Чт | Пт | Сб | Вс |
|    | 1  | 2  | 3  | 4  | 5  | 6  |
| 7  | 8  | 9  | 10 | 11 | 12 | 13 |
| 14 | 15 | 16 | 17 | 18 | 19 | 20 |
| 21 | 22 | 23 | 24 | 25 | 26 | 27 |
| 28 | 29 | 30 |    |    |    |    |

| Пн | Вт | Ср | Чт | Пт | Сб | Вс |
|    |    |    | 1  | 2  | 3  | 4  |
| 5  | 6  | 7  | 8  | 9  | 10 | 11 |
| 12 | 13 | 14 | 15 | 16 | 17 | 18 |
| 19 | 20 | 21 | 22 | 23 | 24 | 25 |
| 26 | 27 | 28 | 29 | 30 | 31 |    |

## События
- 13 января — тайпины заняли город Учан, заняв таким образом всё трёхградье Ухань.
- 30 января — в соборе Парижской Богоматери 45-летний император Франции Наполеон III обвенчался с испанской графиней Евгенией Монтихо[1].
- 28 февраля — в Константинополь по поручению российского императора Николая I прибыл с особой миссией по разрешению проблем Святых Мест и положения православного населения Турции чрезвычайный посол князь адмирал Александр Сергеевич Меншиков[2].
- 19 марта — в Китае тайпины заняли Нанкин[3].
- 23 марта — в Большом театре в Москве вспыхнул пожар, который продолжался 3 дня и уничтожил все театральные машины, костюмы, музыкальные инструменты и декорации.
- 29 марта — тайпинский Небесный царь (Тянь ван) Хун Сюцюань торжественно вступил в Нанкин через ворота Шуйсимынь. Нанкин переименован в Тяньцзин («Небесную столицу») и провозглашён столицей Тайпинского государства[4].
- 1 апреля — на пост президента Республики Новая Гранада вступил победивший на выборах при поддержке армии генерал Хосе Мария Обандо, представитель умеренного крыла Либеральной партии (т. н. «драконовцев»)[5].
- 1 мая — принята разработанная делегатами провинций Ла-Платы в Санта-Фе конституция федеративной Аргентины со столицей в г. Парана. Конституция не признана властями Конфедерации в Буэнос-Айресе[6].
- 5 мая — князь А. С. Меншиков потребовал в Константинополе от турецкого султана в пятидневный срок заключить с Россией договор, содержащий гарантии интересов России на Святой Земле и передающий православное население Османской империи под особое покровительство российского императора[2].
- 10 мая — Османская империя отклонила ультиматум князя Меншикова[2].
- 18 мая — чрезвычайный посол Российской империи князь А. С. Меншиков заявил в Константинополе: «Отказ Турции дать гарантии православной вере создаёт для императорского правительства необходимость отныне искать её в собственной силе». Дипломатические отношения двух стран разорваны, 21 мая Меншиков отбыл на родину[2].
- 21 мая — конгресс Республики Новая Гранада принял новую конституцию страны, провозгласившую всеобщее избирательное право, гражданские свободы и отделение церкви от государства[5].
- 3 июля — русская армия князя Михаила Горчакова вступила на территорию Молдавии и Валахии, находившихся под турецким суверенитетом[7].
- 24 августа — повар Джордж Спек, позднее изменивший фамилию на Крам, изобрёл чипсы.
- 7 сентября — антиманьчжурское восстание триад в Шанхае, к захваченному городу подтягиваются цинские войска.
- 19 сентября — королева Испании Изабелла II отправила в отставку правительство Франсиско де Лерсунди и назначила премьер-министром сторонника абсолютизма Луиса Хосе Сарториуса, графа де Сан-Луиса[8].
- 9 октября — Османская империя потребовала вывода русской армии из Дунайских княжеств[7].
- 16 октября — Турция объявила войну Российской империи. Началась Крымская война[7].
- 26 ноября — в Ахалцихском сражении на Кавказе русскими войсками разбит наступавший на Александрополь Ардаганский турецкий отряд[7].
- 30 ноября — Синопское сражение — разгром турецкого флота русской эскадрой под командованием адмирала Нахимова. Это нападение послужило для Великобритании и Франции поводом для объявления войны России[7].
- 1 декабря — на Кавказе главные турецкие силы разбиты русской армией при Башкадыкларе[7].
- 10 декабря — после конфликта с кортесами королева Испании Изабелла II отсрочила их заседания на неопределённый срок. Призывы к созыву кортесов карались тюрьмой или ссылкой, в Мадриде введено осадное положение[8].
- 30 декабря — президент Мексики генерал Антонио де Санта-Анна и посланник США Дж. Гадсден подписали договор, по которому Мексика передавала США территорию в 120 тысяч км² между реками Колорадо, Хила и Рио-Гранде за 10 миллионов долларов (Договор Гадсдена)[9].

## Родились
См. также: Категория:Родившиеся в 1853 году
- 28 января — Соловьёв, Владимир Сергеевич, русский философ, поэт, публицист, литературный критик (ум. 1900).
- 30 марта — Винсент Ван Гог, голландский живописец, постимпрессионист (ум. 1890).
- 23 июня — Василий Аверкиев (ум. 1918), русский финансист и правовед, кандидат юридических наук, Керчь-Еникальский городской глава.
- 18 июля — Хенрик Лоренц, нидерландский физик-теоретик, лауреат Нобелевской премии (1909) (ум. 1928).
- 27 июля — Владимир Галактионович Короленко, русский писатель (ум. 1921).
- 28 августа — Владимир Григорьевич Шухов, выдающийся русский инженер, архитектор, учёный, изобретатель (ум. 1939).
- 31 августа — Алексей Алексеевич Брусилов, русский и советский военачальник и военный педагог (ум. 1926).
- 2 сентября — Вильгельм Оствальд, российский и немецкий физико-химик, лауреат Нобелевской премии по химии (1909) (ум. 1932).
- 4 сентября — Герман фон Висман, немецкий публицист и путешественник, исследователь Африки (ум. 1905).
- 13 сентября — Софья Львовна Перовская, член Исполнительного комитета революционной организации «Народная воля» (казнена 1881).
- 21 сентября — Хейке Камерлинг-Оннес, голландский физик и химик, лауреат Нобелевской премии по физике (1913) (ум. 1926)
- 26 октября — Дмитрий Фёдорович Лихачёв (ум. 1908), российский военный инженер, генерал-майор русской императорской армии, начальник инженеров крепости Карс.
- 31 октября — Николай Иванович Кибальчич, русский революционер, народоволец, изобретатель, участник последнего покушения на императора Российской империи Александра II (казнён 1881).
- 30 ноября — Фемистокл Глюк, немецкий врач-хирург, профессор, автор ряда научных трудов по медицине (ум. 1942).

## Скончались
См. также: Категория:Умершие в 1853 году

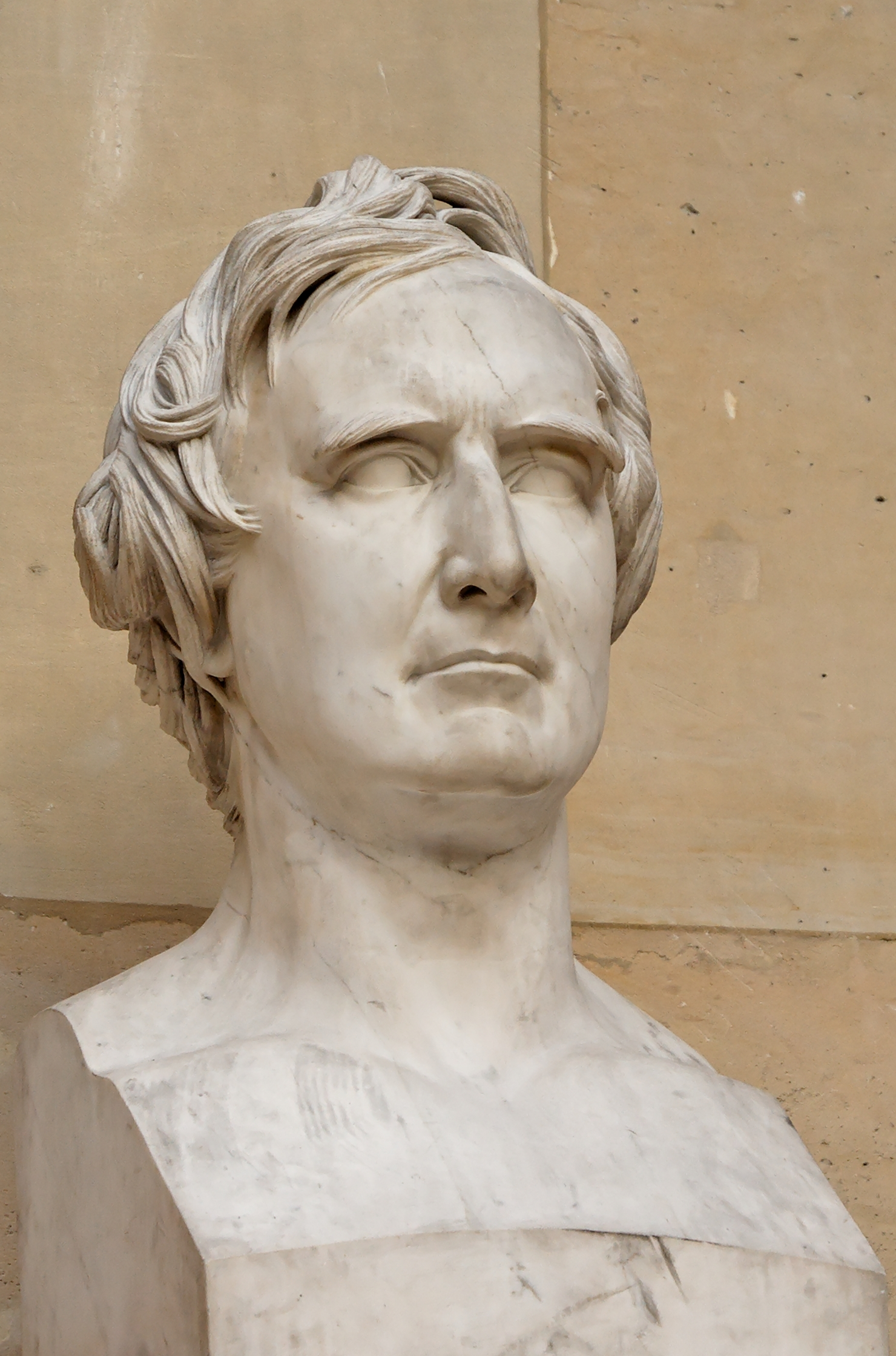
Араго

- 28 апреля — Людвиг Тик, немецкий писатель (род. 1773).
- 23 мая — Никита Яковлевич Бичурин, в монашестве архимандрит Иакинф, русский востоковед и путешественник (род. 1777).
- 4 июня — Павел Александрович Катенин, русский поэт, драматург, литературный критик, переводчик, театральный деятель (род. 1792).
- 15 августа — Фредерик Вильям Робертсон, английский теолог[10] (род. 1816).
- 14 сентября — Фёдор Фёдорович Корф, барон, русский прозаик, драматург, журналист (род. 1803).
- 2 октября — Доминик Франсуа Араго, французский физик и астроном (род. 1786).
- 28 октября — Феофил (Горенковский), киевский преподобный, юродивый (род. 1788).
- 23 декабря — Луи Висконти, французский архитектор (род. 1791).